# Urtica
Urtica é um género com 30 a 45 espécies de plantas com flor na família Urticaceae, com distribuição cosmopolita sobretudo nas regiões temperadas, vulgarmente chamadas urtigas ou ortigas. São geralmente plantas herbáceas perenes, mas algumas são anuais e algumas são arbustos.
O membro mais conhecido deste género é talvez Urtica dioica, uma planta urticante nativa da Europa, África, Ásia e América do Norte. O género inclui outras espécies com propriedades semelhantes, listadas abaixo. Contudo, um grande número de nomes de espécies deste género constantes na literatura mais antiga (foram descritas cerca de 100 espécies) são agora reconhecidas como sinónimos de Urtica dioica. Alguns destes taxa são ainda hoje reconhecidos como subespécies.
As espécies de Urtica são alimento para as lagartas de numerosos Lepidoptera (borboletas e mariposas), como a mariposa tortrix Syricoris lacunana e vários Nymphalidae, como Vanessa atalanta, uma das borboletas almirantes vermelhas.
O nome comum de urtiga ou ortiga é usado também para outras plantas, como a ortiga da caatinga, Cnidoscolus urens.

## Espécies
- Urtica angustifolia
- Urtica ardens
- Urtica atrichocaulis
- Urtica atrovirens
- Urtica cannabina
- Urtica chamaedryoides
- Urtica dioica
- Urtica dubia
- Urtica ferox
- Urtica fissa
- Urtica galeopsifolia
- Urtica gracilenta
- Urtica hyperborea
- Urtica incisa
- Urtica kioviensis
- Urtica laetivirens
- Urtica mairei
- Urtica membranacea
- Urtica morifolia
- Urtica parviflora
- Urtica pilulifera
- Urtica platyphylla
- Urtica pubescens
- Urtica rupestris
- Urtica sondenii
- Urtica taiwaniana
- Urtica thunbergiana
- Urtica triangularis
- Urtica urens

## Classificação do gênero
| Sistema | Classificação                     | Referência               |
| ------- | --------------------------------- | ------------------------ |
| Linné   | Classe Monoecia, ordem Tetrandria | Species plantarum (1753) |

## Galeria de imagem

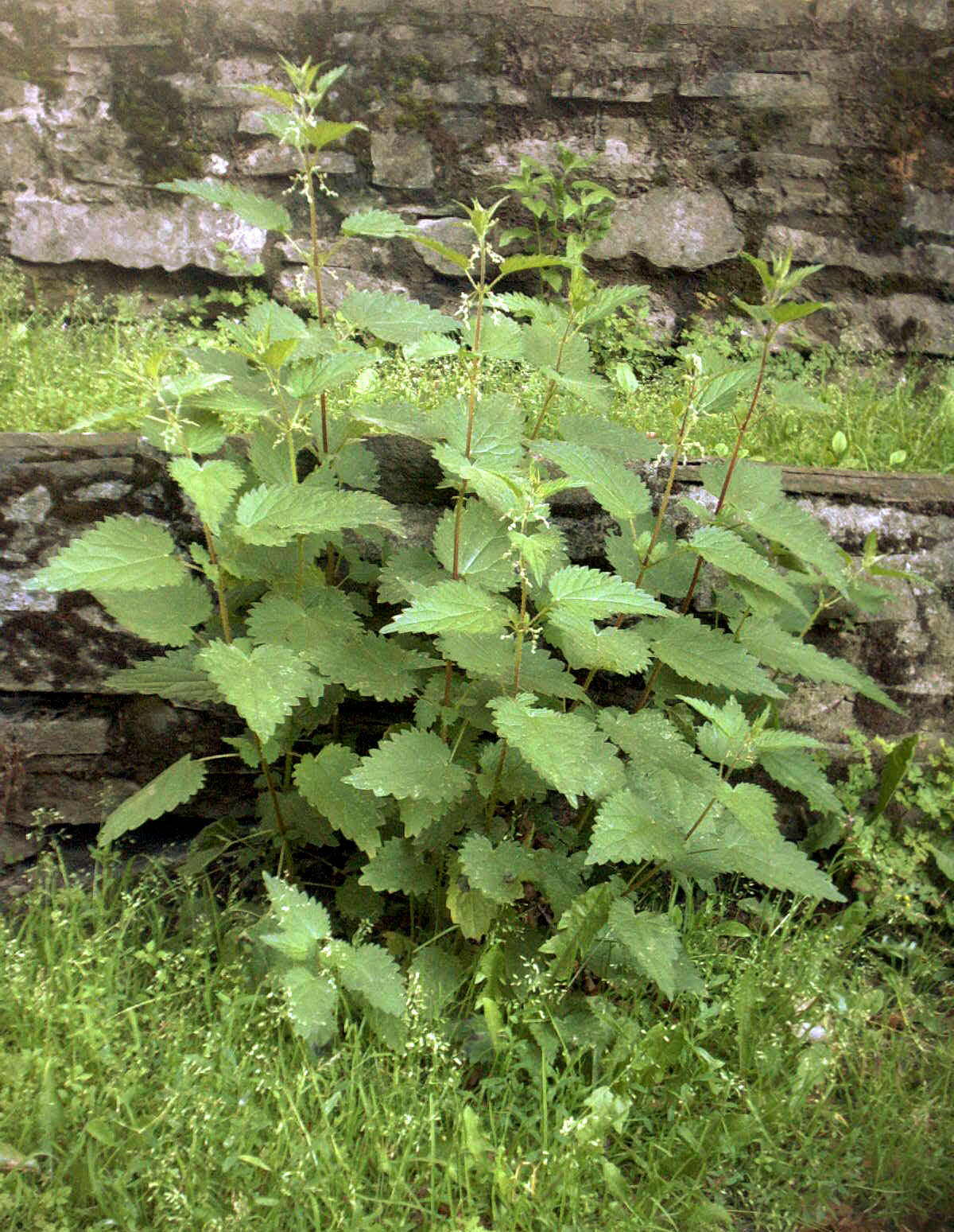
Urtica dioica
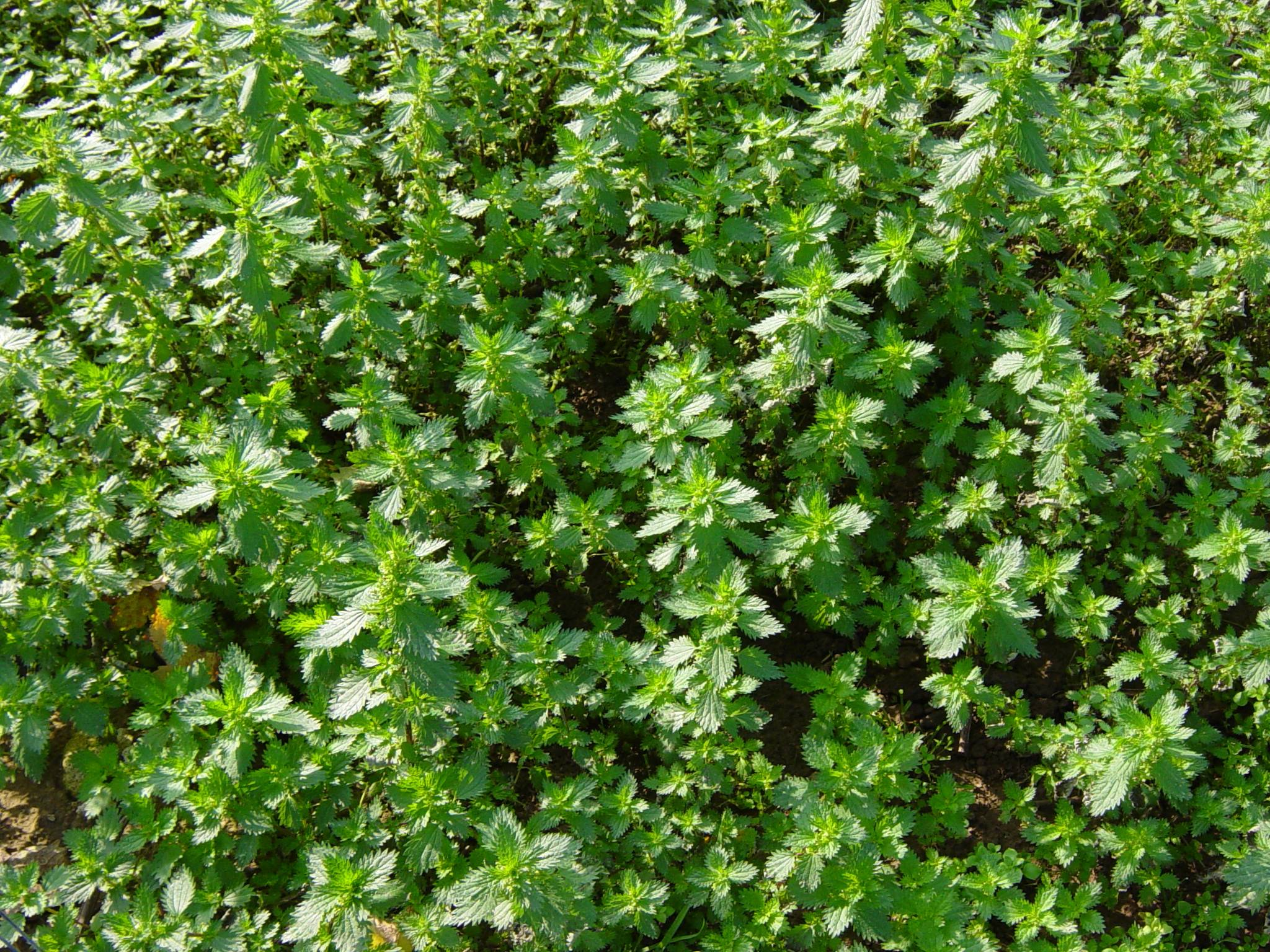
Urtica urens